# Teodore pas de H
Teodore pas de H est une web-série québécoise en douze épisodes de 6 à 8 minutes écrite par Nathalie Doummar, réalisée par Julien Hurteau et diffusée sur le site Internet teodorepasdeh.com depuis le 11 avril 2019, et sur Vrak.tv depuis le 28 octobre 2019 ainsi que sur le site de Télé-Québec depuis le 29 mars 2021,.
La série met en vedette l’humoriste et comédien Philippe-Audrey Larrue Saint-Jacques dans le rôle de Teodore, un jeune trentenaire dont le retour sur les bancs d’école est « agrémenté » par un diagnostic de TDAH.
Teodore pas de H a été sélectionnée dans le cadre de la compétition Séries courtes au Festival Canneseries, où elle est proposée en primeur le 10 avril 2019.

## Synopsis
Teodore, un trentenaire TDAH peu ouvert sur le monde, décide de finir son secondaire dans une école multiethnique pour adultes. Encouragé par sa mère, une femme complètement désinhibée qui ne possède aucun filtre socialement, Teodore essaie tant bien que mal de se frayer un chemin vers le succès.
En parallèle de sa vie étudiante mouvementée, où il fait la rencontre de la charmante Agathe, une conseillère pédagogique quelque peu anxieuse, Teodore est propulsé dans la réalité de la colocation avec Habib, un Égyptien tout aussi généreux que bordélique. À sa grande surprise, Teodore voit ces nouvelles expériences de vie comme une occasion de transformer son regard sur le monde. Grâce au nouveau réseau qu’il se construit, Téo apprend à s’ouvrir, à respirer, à faire le tri des informations qui se bousculent dans sa tête. Pour la première fois, il prend le temps de se questionner sur son rôle au sein de la société. Et peut-être aussi un peu sur sa place dans le cœur d’Agathe…
La seconde saison est principalement centrée sur le personnage d'Agathe.

## Distribution
- Philippe-Audrey Larrue Saint-Jacques : Teodore
- Nathalie Doummar : Agathe
- Daniel Doummar : Habib
- Louise Bombardier : Martine
- Houda Rihani : Magda
- Lori'Anne Bemba : Cheryl

## Fiche technique
- Titre original : Teodore pas de H
- Création : Nathalie Doummar
- Réalisation : Julien Hurteau
- Scénario : Nathalie Doummar
- Musique : William Kraushaar
- Direction artistique : Hugo Vassal
- Photographie : Paul Hurteau
- Montage : Alex Bergeron
- Production : Frédérique Traversy
- Société de production : Zone 3
- Pays d'origine : Québec
- Langue originale : Français
- Format : Couleur
- Genre : Comédie
- Nombre de saisons : 2
- Nombre d'épisodes : 12
- Durée : 7 minutes
- Dates de première diffusion : 11 avril 2019

## Diffusion
Teodore pas de H est produite par Zone 3, qui agit également à titre de diffuseur en propulsant la série sur le site officiel et sur les plateformes Facebook et YouTube. La série est, par la suite, proposée sur le site Internet de Télé-Québec qui diffuse, en primeur, la seconde saison.
La participation à CanneSeries a permis à la première saison d'attirer le public international. En effet, 3 % des visionnements étaient en provenance de France et 2 % provenaient des États-Unis.

## Récompenses
- Prix Gémeaux 2019[11] :
- Meilleure émission ou série originale produite pour les médias numériques : comédie
- Meilleur texte pour une émission ou série produite pour les médias numériques : comédie

## Nominations
- Sélectionnée au Festival Canneseries 2019, dans la catégorie Séries courtes[12]
- Prix Gémeaux 2019[13] :
- Meilleure interprétation masculine pour une émission ou série produite pour les médias numériques : comédie
- Meilleure réalisation pour une émission ou série produite pour les médias numériques : comédie
- Miami Web Fest 2021 : Sélection officielle dans la catégorie Short Form (International)[14]